# Seznam verjetnostnih porazdelitev
Seznam verjetnostnih porazdelitev vsebuje nekatere verjetnostne porazdelitve:

## Diskretne (nezvezne) porazdelitve

### Za končno število vrednosti
- Bernoullijeva porazdelitev
- Rademacherjeva porazdelitev
- binomska porazdelitev
- degenerirana porazdelitev (izrojena porazdelitev)
- diskretna enakomerna porazdelitev
- hipergeometrična porazdelitev (centralna hipergeometrična porazdelitev)
- Zipfova porazdelitev
- Zipf-Mandelbrotova porazdelitev
- Fisherjeva necentralna hipergeometrična porazdelitev
- Walleniusova necentralna hipergeometrična porazdelitev

### Za neskončno število vrednosti
- Boltzmannova porazdelitev
  - Gibbsova porazdelitev
  - Maxwell-Boltzmanova porazdelitev
  - Bose-Einsteinova porazdelitev
  - Fermi-Diracova porazdelitev
- razširjena negativna binomska porazdelitev
- geometrična porazdelitev
- logaritemska porazdelitev
- negativna binomska porazdelitev
- parabolična fraktalna porazdelitev
- Poissonova porazdelitev
  - Conway-Maxwell-Poissonova porazdelitev
- Skellamova porazdelitev
- Yule-Simonova porazdelitev
- porazdelitev zeta

## Zvezne porazdelitve

### Za omejen interval
- porazdelitev beta
- zvezna enakomerna porazdelitev
  - pravokotna porazdelitev
- Diracova porazdelitev delta
- Irwin-Hallova porazdelitev
- Kentova porazdelitev
- Kumaraswamijeva porazdelitev
- logaritemska porazdelitev
- trikotna porazdelitev
- prisekana normalna porazdelitev
- u-kvadratna porazdelitev
- Von Mises-Fisherjeva porazdelitev
- Wignerjeva polkrožna porazdelitev

### Za delno omejen interval
- inverzna porazdelitev beta
- porazdelitev hi (porazdelitev chi)
- necentralna porazdelitev hi
- porazdelitev hi-kvadrat
  - inverzna porazdelitev hi-kvadrat
  - necentralna porazdelitev hi-kvadrat
  - obratna umerjena porazdelitev hi-kvadrat
- eksponentna porazdelitev
- F porazdelitev
- necentralna porazdelitev F
- porazdelitev gama
  - Erlangova porazdelitev
  - inverzna porazdelitev gama
- Fisherjeva z porazdelitev
- nagnjena normalna porazdelitev
- polnormalna porazdelitev
- Lévyjeva porazdelitev
- inverzna Gaussova porazdelitev
- logaritemska logistična porazdelitev
- logaritemsko normalna porazdelitev
- Paretova porazdelitev
- Pearsonova porazdelitev tipa III
- Rayleighjeva porazdelitev
- Riceova porazdelitev
- Gumbelova porazdelitev 2. tipa
- Weibullova porazdelitev
- Fréchetova porazdelitev

### Za vsa realna števila
- Cauchyjeva porazdelitev
- Chernoffova porazdelitev
- Fisher-Tippettova porazdelitev
  - Gumbelova porazdelitev
- Fisherjeva z porazdelitev
- hiperbolična porazdelitev
- splošna hiperbolična porazdelitev
- Landauova porazdelitev
- Laplaceova porazdelitev
- Lévyjeva porazdelitev
- Splošna porazdelitev ekstremnih vrednosti
- logistična porazdelitev
- splošna logistična porazdelitev
- normalna porazdelitev
- nesimetrična normalna porazdelitev
- splošna normalna porazdelitev
- Študentova t porazdelitev
  - necentralna porazdelitev t
- Gumbelova porazdelitev 1. tipa
- Voightova porazdelitev

## Povezane porazdelitve

### Za dve ali več spremenljivk
- Dirichletova porazdelitev
- Ewensova formula za vzorce
- Balding-Nicholsov model
- večkratna porazdelitev
- večvariančna normalna porazdelitev

### Za matrike
- Wishartova porazdelitev
- inverzna Wishartova porazdelitev
- matrična normalna porazdelitev
- matrična porazdelitev t
- Hotellingova porazdelitev t kvadrat

## Mešane porazdelitve
- Cantorjeva porazdelitev
- fazna porazdelitev
- prisekana porazdelitev
- mešana porazdelitev